# Жюльет Берто
Жюльет Берто (фр. Juliet Berto, 16 января 1947 года — 10 января 1990 года) — французская актриса, сценарист и кинорежиссёр.

## Биография
Жюльет Берто родилась 16 января 1947 года в Гренобле, её настоящее имя — Анни Люсьен Мари-Луиз Жаме (фр. Annie Lucienne Marie-Louise Jamet). Актёрским дебютом для Ж. Берто стала роль в фильме одного из ведущих представителей французской «новой волны» Жана-Люка Годара «Две или три вещи, которые я знаю о ней» (1967). Актриса также снялась в нескольких последующих лентах Годара — «Китаянка» (1967), «Уикенд» (1967), «Весёлая наука» (1969) и «Владимир и Роза» (1970).
Впоследствии Жюльет Берто стала музой другого видного представителя «новой волны» — Жака Риветта. Риветт задействовал актрису в своих фильмах «Out 1: Не прикасайся ко мне» (1971) и «Селин и Жюли совсем заврались» (1974).
В 80-х годах Ж. Берто вплотную обратилась к написанию сценариев и кинорежиссуре. Её режиссёрский дебют «Снег» (1981) демонстрировался в рамках основной конкурсной программы Каннского кинофестиваля 1981 (в качестве сорежиссёра картины выступил Жан-Анри Роже). По результатам киносмотра фильму Берто и Роже был присуждён Приз молодого кино (совместно с лентой «Взгляды и улыбки» (1981) британского кинорежиссёра Кена Лоуча).
Жюльет Берто скончалась 10 января 1990 года от рака молочной железы.

## Избранная фильмография
| Год  |    | Русское название                       | Оригинальное название            | Роль                                              |
| ---- | -- | -------------------------------------- | -------------------------------- | ------------------------------------------------- |
| 1967 | ф  | Две или три вещи, которые я знаю о ней | 2 ou 3 choses que je sais d'elle | Девушка, разговаривающая с Робером                |
| 1967 | ф  | Китаянка                               | La chinoise                      | Ивонн                                             |
| 1967 | ф  | Уикенд                                 | Week End                         | активистка ФЛСО (не указана в титрах)             |
| 1969 | ф  | Весёлая наука                          | Le gai savoir                    | Патрисия Лумумба                                  |
| 1969 | ф  | Слоган                                 | Slogan                           | ассистентка Сержа / секретарша                    |
| 1970 | ф  | Владимир и Роза                        | Vladimir et Rosa                 | Жюльет / «Синоптик» / хиппи (не указана в титрах) |
| 1971 | ф  | Не прикасайся ко мне                   | Out 1, noli me tangere           | Фредерика                                         |
| 1974 | ф  | Середина мира                          | Le milieu du monde               | Жюльет                                            |
| 1974 | ф  | Селин и Жюли совсем заврались          | Céline et Julie vont en bateau   | Селин                                             |
| 1976 | ф  | Месьё Кляйн                            | Monsieur Klein                   | Жанин                                             |
| 1976 | ф  | Дуэль (карантин)                       | Duelle (une quarantaine)         | Лени                                              |
| 1981 | ф  | Снег                                   | Neige                            | Анита                                             |
| 1983 | тф | Кладбище автомобилей                   | Le cimetière des voitures        | Дила                                              |
| 1985 | ф  | Семейная жизнь                         | La vie de famille                | Мара                                              |